# Ollulanus tricuspis
Ollulanus tricuspis ist ein bei Katzen im Magen parasitisch lebender Fadenwurm. Gelegentlich kann er auch bei Schweinen, Füchsen oder Hunden angetroffen werden. Der Parasit ist Auslöser der Ollulanose.

## Morphologie und Entwicklung
Männliche Magenwürmer sind etwa 0,7 bis 0,8 mm, weibliche 0,8 bis 1 mm lang. Letztere haben 5 kurze spitze Fortsätze an ihrem Hinterende, die bereits ab dem Larvenstadium 2 nachweisbar sind. Der Artname beruht auf der falschen Beobachtung, dass es nur drei sind (lateinisch tri ‚drei‘ und cuspis ‚Zipfel‘)
Die Würmer leben in der Fundusregion des Magens, im Schleim oder in die Drüsenöffnungen der Magenschleimhaut eingenistet, bei sehr massivem Befall können Würmer auch im vorderen Zwölffingerdarm angetroffen werden. O. tricuspis ist lebendgebärend. Die gesamte Entwicklung findet innerhalb des Wirtes statt. Die Larve I entsteht bereits innerhalb der Eischale und tritt dann in den Uterus. Sie ist 0,35 mm lang, etwa 0,022 mm dick und hat ein stumpfes Ende. Die Larve II ist 0,34 mm lang und hat schon den typischen Schwanz mit 5 Höckerchen. Die von den Weibchen abgegebene Larve III ist 0,5 mm lang und etwa 0,022 mm dick und im Mageninneren lokalisiert. Sie häutet sich zur Larve IV, die bereits einen Geschlechtsdimorphismus aufweist und an der Schleimhautoberfläche anzutreffen ist. Diese häutet sich zum adulten Wurm.
Für die Verbreitung zwischen verschiedenen Tieren spielt ausschließlich die orale Aufnahme von Erbrochenem eine Rolle, weshalb streunende Katzen stärker gefährdet sind, da diese Erbrochenes aus Hunger häufiger aufnehmen. Eine Ausscheidung über den Kot erfolgt so gut wie nie.

## Verbreitung
O. tricuspis ist weltweit verbreitet. Neuere Untersuchungen zeigen, dass der Parasit auch in Mitteleuropa deutlich stärker verbreitet ist als bislang angenommen. Bei streunenden Katzen wurde er bei bis 38 % der Tiere, bei Wohnungskatzen immerhin bei 3–6 % der Tiere festgestellt.